# 廿山古墳
廿山古墳（つづやまこふん）は大阪府富田林市廿山地区において古墳時代前期に造られた前方後円墳。大阪府指定史跡に指定されている。

## 概要
大阪府富田林市廿山南東部の丘陵上に造られた全長48メートルの粘土槨前方後円墳である。前方部は東側に向いている。
銅鏃を伴うことから築造時期は古墳時代前期だと考えられている。埋葬施設は盗掘による破壊を受けており詳細は不明であるが、盗掘坑付近で石室石材が確認できないことから、粘土槨であろうと推測される。
大正時代に一度調査が行われており、副葬品として刀剣・鏡・鉄鏃・銅鏃が見つかったという報告が残っている。副葬品はその後散逸しており、現在行方が判明しているのは東京国立博物館に所蔵された9本の篦被定角式銅鏃のみである。
銅鏃は篦被定角式という複雑な造りである事から、前方後円墳と合わせて地域における有力者が埋葬されていると考えられている。
廿山古墳の北側には小規模な円墳である二本松古墳が存在し、両古墳が府史跡に指定されている。市道を通す際にトンネルを掘り古墳を保護したため、トンネルの上に古墳があるという、市道では前例のない形となっている。

## 出土品
- 刀剣
- 鏡
- 鉄鏃
- 篦被定角式銅鏃